# Alfons Sikora
Alfons Sikora (* 5. Dezember 1949) ist ein ehemaliger deutscher Fußballspieler.

## Karriere
Alfons Sikora begann seine Karriere bei Jahn Kierspe und VfB Altena. Vor Saisonbeginn 1971/72 wechselte er zu Borussia Dortmund in die Bundesliga. Im Angriff neben Spielern wie Dieter Weinkauff, Walter Hohnhausen, Siegfried Köstler und Manfred Ritschel hatte es Sikora allerdings schwer sich durchzusetzen. Sein Bundesliga-Debüt gab der Stürmer am 1. Spieltag, den 14. August 1971, gegen den MSV Duisburg. Damals bot ihn Trainer Horst Witzler in der Startformation auf. Nach zwei weiteren Begegnungen in der Startelf rückte Sikora in die Rolle des Zuschauers und kam nur noch zu Kurzeinsätzen. In der Rückrunde der Spielzeit sahen ihn die BVB-Fans nur noch in zwei Spielen. Da Sikora den Durchbruch bei den Schwarz-Gelben nicht schaffte, trennte man sich im Sommer 1972. Er schloss sich dem Regionalliga-Aufsteiger 1. FC Mülheim an, für den er in 33 Spielen zehn Tore erzielte. Danach startete er einen neuen Versuch in der Bundesliga und unterzeichnete bei Rot-Weiss Essen. Doch auch hier kam der Offensivakteur nur zu wenig Spielzeit und stand im Schatten der RWE-Stürmer Willi Lippens, Harry de Vlugt und Dieter Bast. Zur Folgesaison wurde Sikora von Trainer Diethelm Ferner endgültig aussortiert. Aus diesem Grund kehrte er zum mittlerweile in die 2. Bundesliga aufgestiegenen 1. FC Mülheim zurück. Dort schaffte es der Stürmer zum Leistungsträger. Mit seinen insgesamt neun Ligatreffern war er bester Angreifer seines Teams und sicherte diesem damit den Klassenerhalt. Am 10. Spieltag der neuen Spielzeit verletzte sich Sikora und musste ausgewechselt werden. Von der Verletzung erholte er sich nur langsam und schaffte erst am 34. Spieltag die Rückkehr ins Team. Nach Ablauf der Saison stand der Klub auf einem Abstiegsplatz und musste den Gang in die unteren Klassen antreten.